# Комуністичний університет національних меншин Заходу імені Мархлевського
Комуністичний університет національних меншин Заходу імені Мархлевського (КУНМЗ) — навчальний заклад Комінтерну, що працював у 1922–1936 роках.

## Історія
Університет було створено відповідно до декрету РНК РРФСР від 28 листопада 1921 року, підписаного Леніним у Москві, при Наркомпросі для підготовки майбутніх революціонерів і політичних працівників з представників національностей Заходу СРСР.
Базою для Університету стали Литовсько-єврейсько-латиська, Німецька, Польська та Румунська вищі партійні школи, які склали відповідні сектори КУНМЗ. Згодом було організовано сектори: білоруський, болгарський, італійський, молдавський і югославський. 18 вересня 1922 року було відкрито філію КУНМЗ у Петрограді, що утворилась через злиття Латиської, Естонської та Фінської партійних шкіл. 1924 року латиський сектор філії було об'єднано з основним (московським).
Перший випуск (352 особи) відбувся 1922 року. З 1922/1923 навчального року було встановлено 3-річний термін навчання й організовано такі відділення:
- партійної роботи та політичної просвіти;
- профспілкового руху;
- економічне;
- адміністративно-правове.

Паралельно з основним у більшості секторів існували й однорічні курси. Зарахування до КУНМЗ здійснювалось за рекомендацією місцевих партійних і комсомольських організацій.
До 1927 року в Університеті навчались представники 14 національностей. Першим ректором КУНМЗ (до 1925) був Юліан Мархлевський.
КУНМЗ було закрито 1936 року. За часи існування Університет підготував кілька тисяч партійних, комсомольських та профспілкових працівників різних національностей.